# Лига 1
Лига 1 (фр. Ligue 1) највиши је ранг такмичења у француском фудбалу и једна је од две дивизије које чине LFP (Ligue de Football Professionnel) заједно са Лигом 2. Једна је од најјачих лига, тренутно рангирана као пета у Европи иза Премијер лиге, Ла лиге, Серије А и Бундеслиге. Лига 1 је професионална лига још од оснивања 1932. године и у којој се такмичи 18 клубова (од сезоне 2023/24). Најуспешнији клуб је Пари Сен Жермен са освојених 13 титула првака, док Сент Етјен има 10.
Тренутно, прва три клуба у Лиги 1 квалификују се у Лигу шампиона. Четвртопласирани и петопласирани тим се квалификују за Лигу Европе, а шестопласирани се квалификује за Лигу конференције.

## Клубови у сезони 2024/25.
| Клуб            | Место      | Стадион                | Капацитет | Титуле |
| --------------- | ---------- | ---------------------- | --------- | ------ |
| Авр             | Авр        | Стадион Осеан          | 25.178    | 0      |
| Анже            | Анже       | Стадион Ремон Копа     | 18.752    | 0      |
| Брест           | Брест      | Стадион Франсис Ле Бле | 15.931    | 0      |
| Ланс            | Ланс       | Стадион Феликс Болар   | 38.223    | 1      |
| Лил             | Лил        | Стадион Пјер Мороа     | 50.186    | 4      |
| Монако          | Монако     | Стадион Луј II         | 16.360    | 8      |
| Монпеље         | Монпеље    | Стадион де ла Мосон    | 32.900    | 1      |
| Нант            | Нант       | Стадион Божуар         | 35.322    | 8      |
| Ница            | Ница       | Алијанц ривијера       | 36.178    | 4      |
| Олимпик Лион    | Лион       | Парк Олимпик Лион      | 59.186    | 7      |
| Олимпик Марсељ  | Марсељ     | Стадион Велодром       | 67.394    | 9      |
| Осер            | Осер       | Стадион Абе-Дешам      | 21.379    | 1      |
| Пари Сен Жермен | Париз      | Парк Принчева          | 47.929    | 12     |
| Ремс            | Ремс       | Стадион Аугуст Делон   | 21.029    | 6      |
| Рен             | Рен        | Роазон парк            | 29.778    | 0      |
| Сент Етјен      | Сент Етјен | Стадион Жофруа Гишар   | 41.965    | 10     |
| Стразбур        | Стразбур   | Стадион де ла Мено     | 26.109    | 1      |
| Тулуза          | Тулуза     | Стадион Мунисипал      | 33.150    | 0      |

## Прваци Француске

### Аматерска ера (1893–1929)
| - 1893/94. - Стандард Атлетик Клуб - 1894/95. - Стандард Атлетик Клуб - 1895/96. - Клуб Франсе - 1896/97. - Стандард Атлетик Клуб - 1897/98. - Стандард Атлетик Клуб - 1898/99. - Авр - 1899/00. - Авр - 1900/01. - Стандард Атлетик Клуб - 1901/02. - Рубе - 1902/03. - Рубе - 1903/04. - Рубе - 1904/05. - Галија Клуб Париз - 1905/06. - Рубе - 1906/07. - РСФ Париз | - 1907/08. - Рубе - 1908/09. - Хелветик Марсељ - 1909/10. - УС Туркоан - 1910/11. - Хелветик Марсељ - 1911/12. - Сен Рафаел - 1912/13. - Хелветик Марсељ - 1913/14. - Олимпик Лилоа - 1914—1918. - лига прекинута због Првог светског рата - 1918/19. - Авр - 1919—1926. - лига није играна - 1926/27. - СА Париз Шарантон - 1927/28. - Стад Франсе - 1928/29. - Олимпик Марсељ - 1929—1932. - лига није играна |

### Успешност клубова
| Клуб                  | Титула | Година титуле                |
| --------------------- | ------ | ---------------------------- |
| Стандард Атлетик Клуб | 5      | 1894, 1895, 1897, 1898, 1901 |
| Рубе                  | 5      | 1902, 1903, 1904, 1906, 1908 |
| Авр                   | 3      | 1899, 1900, 1919             |
| Хелветик Марсељ       | 3      | 1909, 1911, 1913             |
| Клуб Франсе           | 1      | 1896                         |
| Галија Клуб Париз     | 1      | 1905                         |
| РСФ Париз             | 1      | 1907                         |
| УС Туркоан            | 1      | 1910                         |
| Сен Рафаел            | 1      | 1912                         |
| Олимпик Лилоа         | 1      | 1914                         |
| СА Париз Шарантон     | 1      | 1927                         |
| Стад Франсе           | 1      | 1928                         |
| Олимпик Марсељ        | 1      | 1929                         |

## Прваци Француске

### Професионална ера (1932–данас)
| - 1932/33. - Олимпик Лилоа - 1933/34. - Сет - 1934/35. - Сошо - 1935/36. - РСФ Париз - 1936/37. - Олимпик Марсељ - 1937/38. - Сошо - 1938/39. - Сет - 1939—1945. - лига прекинута због Другог светског рата - 1945/46. - Лил - 1946/47. - Рубе Туркоан - 1947/48. - Олимпик Марсељ - 1948/49. - Ремс - 1949/50. - Бордо - 1950/51. - Ница - 1951/52. - Ница - 1952/53. - Ремс - 1953/54. - Лил - 1954/55. - Ремс - 1955/56. - Ница - 1956/57. - Сент Етјен - 1957/58. - Ремс - 1958/59. - Ница - 1959/60. - Ремс - 1960/61. - Монако - 1961/62. - Ремс - 1962/63. - Монако - 1963/64. - Сент Етјен - 1964/65. - Нант - 1965/66. - Нант - 1966/67. - Сент Етјен - 1967/68. - Сент Етјен - 1968/69. - Сент Етјен - 1969/70. - Сент Етјен - 1970/71. - Олимпик Марсељ - 1971/72. - Олимпик Марсељ - 1972/73. - Нант - 1973/74. - Сент Етјен - 1974/75. - Сент Етјен - 1975/76. - Сент Етјен - 1976/77. - Нант - 1977/78. - Монако - 1978/79. - Стразбур - 1979/80. - Нант - 1980/81. - Сент Етјен | - 1981/82. - Монако - 1982/83. - Нант - 1983/84. - Бордо - 1984/85. - Бордо - 1985/86. - Пари Сен Жермен - 1986/87. - Бордо - 1987/88. - Монако - 1988/89. - Олимпик Марсељ - 1989/90. - Олимпик Марсељ - 1990/91. - Олимпик Марсељ - 1991/92. - Олимпик Марсељ - 1992/93. - Без првака (титула одузета Олимпик Марсељу) - 1993/94. - Пари Сен Жермен - 1994/95. - Нант - 1995/96. - Осер - 1996/97. - Монако - 1997/98. - Ланс - 1998/99. - Бордо - 1999/00. - Монако - 2000/01. - Нант - 2001/02. - Олимпик Лион - 2002/03. - Олимпик Лион - 2003/04. - Олимпик Лион - 2004/05. - Олимпик Лион - 2005/06. - Олимпик Лион - 2006/07. - Олимпик Лион - 2007/08. - Олимпик Лион - 2008/09. - Бордо - 2009/10. - Олимпик Марсељ - 2010/11. - Лил - 2011/12. - Монпеље - 2012/13. - Пари Сен Жермен - 2013/14. - Пари Сен Жермен - 2014/15. - Пари Сен Жермен - 2015/16. - Пари Сен Жермен - 2016/17. - Монако - 2017/18. - Пари Сен Жермен - 2018/19. - Пари Сен Жермен - 2019/20. - Пари Сен Жермен - 2020/21. - Лил - 2021/22. - Пари Сен Жермен - 2022/23. - Пари Сен Жермен - 2023/24. - Пари Сен Жермен - 2024/25. - Пари Сен Жермен |

### Успешност клубова
| Клуб            | Титула | Година титуле                                                                |
| --------------- | ------ | ---------------------------------------------------------------------------- |
| Пари Сен Жермен | 13     | 1986, 1994, 2013, 2014, 2015, 2016, 2018, 2019, 2020, 2022, 2023, 2024, 2025 |
| Сент Етјен      | 10     | 1957, 1964, 1967, 1968, 1969, 1970, 1974, 1975, 1976, 1981                   |
| Олимпик Марсељ  | 9      | 1937, 1948, 1971, 1972, 1989, 1990, 1991, 1992, 2010                         |
| Нант            | 8      | 1965, 1966, 1973, 1977, 1980, 1983, 1995, 2001                               |
| Монако          | 8      | 1961, 1963, 1978, 1982, 1988, 1997, 2000, 2017                               |
| Олимпик Лион    | 7      | 2002, 2003, 2004, 2005, 2006, 2007, 2008                                     |
| Ремс            | 6      | 1949, 1953, 1955, 1958, 1960, 1962                                           |
| Бордо           | 6      | 1950, 1984, 1985, 1987, 1999, 2009                                           |
| Ница            | 4      | 1951, 1952, 1956, 1959                                                       |
| Лил             | 4      | 1946, 1954, 2011, 2021                                                       |
| Сет             | 2      | 1934, 1939                                                                   |
| Сошо            | 2      | 1935, 1938                                                                   |
| Олимпик Лилоа   | 1      | 1933                                                                         |
| РСФ Париз       | 1      | 1936                                                                         |
| Рубе Туркоан    | 1      | 1947                                                                         |
| Стразбур        | 1      | 1979                                                                         |
| Осер            | 1      | 1996                                                                         |
| Ланс            | 1      | 1998                                                                         |
| Монпеље         | 1      | 2012                                                                         |

## Рекорди

### Клубови
- Највише титула: Пари Сен Жермен — 13
- Највише узастопних титула: Олимпик Лион (2002–2008) — 7
- Највише поена у једној сезони: 96 — Пари Сен Жермен (2015/16)
- Најдужи период без пораза у току једне сезоне: Нант — 32 меча (1994/95)
- Најдужи период без пораза на домаћем терену: Нант — 92 меча (између 15. маја 1976. до 7. априла 1981)
- Највише победа у једној сезони: 26 — Ремс (1959/60), Монако (1960/61), Нант (1965/66, 1979/80) по 20 победа у лиги са 20 тимова; 25 за Сент Етјен (1969/70) у лиги са 18 тимова.
- Највише победа на домаћем терену у сезони: 19 — Сент Етјен (1974/75)
- Највише победа у гостима у сезони: 15 — Пари Сен Жермен (2015/16)
- Најмање пораза у сезони: 1 — Нант (1994/95.)
- Највише сезона у првој лиги: 57 — Сошо (укључујући 2005/06.)
- Највише узастопних сезона у првој лиги: 44 — Нант (1963–2007)
- Сезона са највише голова: 1946/47 (1,344 голова, просечно: 3.51 по мечу) у лиги са 20 тимова; 1948/49. (1,138 голова, просечно: 3.71 по мечу) у лиги са 18 тимова
- Тим са највише постигнутих голова у сезони: 118 — 1959/60. РСФ Париз, у формату са 20 тимова; 1948/49. Лил, 102 гoла, у формату са 18 тимова
- Најмање примљених голова у сезони: 21 — 1991/92. Олимпик Марсељ
- Највећа гол разлика: 1959/60. Ремс, +63, формат са 20 тимова; 1948/49. Лил, +62, формат са 18 тимова
- Највећа победа: 12-1 — Сошо против Валенсијена (1935/36)
- Сезона са највише жутих картона: 2002/03. (1,654)
- Сезона са највише црвених картона: 2002/03. (131)
- Највише црвених картона у сезони : 13 — 1998/99. Бастија, 2002/03. Пари Сен Жермен, и 2003/04. Ленс
- Највише утакмица као тренер: 890 — Ги Ру, Осер (1961–2000, 2001–2005)
- Укупно највећа посета свих тимова' : 8.086.774 у 2004/05. (20 клубова)
- Највећа просечна посета: 23.154 по мечу 2000/01. (18 клубова)
- Највећа дневна посета за само један дан: 281.000, 1997/98. (28,100 по мечу)
- Највећа посета на једном мечу: 77.840, Лил - Олимпик Лион, 2007/08. (Меч игран на Стад де Франсу)[3]
- Највише ремија у сезони: 20 — 2004/05. Бордо

### Играчи
| Топ 10 играча са највише утакмица | Топ 10 играча са највише утакмица | Топ 10 играча са највише утакмица | Топ 10 играча са највише утакмица              | Топ 10 играча са највише утакмица |
| --------------------------------- | --------------------------------- | --------------------------------- | ---------------------------------------------- | --------------------------------- |
| Играч                             | Играч                             | Период                            | Клуб                                           | Утакмица                          |
| 1                                 | Микаел Ландро                     | 1996—2014                         | Нант, Пари Сен Жермен, Лил, Бастија            | 618                               |
| 2                                 | Жан-Лук Етори                     | 1975—1994                         | Монако                                         | 602                               |
| 3                                 | Доминик Дропси                    | 1972—1989                         | Валенсијен, Стразбур, Бордо                    | 596                               |
| 4                                 | Доминик Баратели                  | 1967—1985                         | Ајачо, Ница, Пари Сен Жермен                   | 593                               |
| 5                                 | Ален Жирес                        | 1970—1988                         | Бордо, Олимпик Марсељ                          | 586                               |
| 6                                 | Силваин Канстендуш                | 1982—2001                         | Мец, Сент Етјен, Тулуза                        | 577                               |
| 7                                 | Патрик Батистон                   | 1973—1991                         | Бордо, Мец, Сент Етјен, Монако                 | 558                               |
| 8                                 | Стив Манданда                     | 2007—тренутно                     | Олимпик Марсељ, Рен                            | 554                               |
| 9                                 | Жаки Нови                         | 1964—1980                         | Олимпик Марсељ, Ним, Пари Сен Жермен, Стразбур | 545                               |
| 10                                | Роже Марш                         | 1944—1962                         | Ремс, РСФ Париз                                | 542                               |
| Топ 10 најбољих стрелаца          |                                   |                                   |                                                |                                   |
| Играч                             | Играч                             | Период                            | Клуб                                           | Голова                            |
| 1                                 | Делио Онис                        | 1971—1986                         | Монако, Ремс, Тур, Тулон                       | 299 (Ø 0,66)                      |
| 2                                 | Бернард Лакомб                    | 1969—1987                         | Олимпик Лион, Сент Етјен, Бордо                | 255 (Ø 0,51)                      |
| 3                                 | Ерве Ревели                       | 1965—1978                         | Сент Етјен, Ница                               | 216 (Ø 0,55)                      |
| 4                                 | Роже Куртоа                       | 1932—1956                         | Сошо, Троа                                     | 210 (Ø 0,73)                      |
| 5                                 | Таде Сизовски                     | 1947—1961                         | Мец, РСФ Париз, Валенсијен                     | 206 (Ø 0,72)                      |
| 6                                 | Роже Пиантони                     | 1950—1966                         | Нанси, Ремс, Ница                              | 203 (Ø 0,52)                      |
| 7                                 | Килијан Мбапе                     | 2015—2024                         | Монако, Пари Сен Жермен                        | 191 (Ø 0,78)                      |
| 8                                 | Јожеф Ујлаки                      | 1947—1964                         | Стад Франсе, Сет, Ним, Ница, РСФ Париз         | 189 (Ø 0,43)                      |
| 9                                 | Флори Ди Нало                     | 1960—1975                         | Олимпик Лион, Ред Стар                         | 187 (Ø 0,44)                      |
| 10                                | Карлос Бјанки                     | 1973—1980                         | Ремс, Пари Сен Жермен, Стразбур                | 179 (Ø 0,81)                      |
| -                                 | Гунар Андерсон                    | 1950—1960                         | Олимпик Марсељ, Бордо                          | 179 (Ø 0,77)                      |

### Остали рекорди
- Највише титула : Маркињос (2014, 2015, 2016, 2018, 2019, 2020, 2022, 2023, 2024. и 2025. са Пари Сен Жерменом) – 10 пута шампион, Марко Верати (2013, 2014, 2015, 2016, 2018, 2019, 2020, 2022. и 2023. са Пари Сен Жерменом) и Преснел Кимпембе (2015, 2016, 2018, 2019, 2020, 2022, 2023, 2024. и 2025, са Пари Сен Жерменом) – обојица по 9 пута шампиони, Сидни Гову, Грегори Купе и Жунињо (2002, 2003, 2004, 2005, 2006, 2007. и 2008. сви са Олимпик Лионом); Жан-Мишел Ларке и Ерве Ревели (1967, 1968, 1969, 1970, 1974, 1975. и 1976. обојица са Сент Етјеном), Тијаго Силва (2013, 2014, 2015, 2016, 2018, 2019. и 2020. са Пари Сен Жерменом) и Килијан Мбапе (2017. са Монаком, 2018, 2019, 2020, 2022, 2023. и 2024. са Пари Сен Жерменом) – сви по 7 пута шампиони.
- Највише минута без примљеног гола : Жереми Жано (Сент Етјен) – 1276 минута без примљеног гола у сезони 2005/06.
- Највише узастопних минута : Гаетан Уар (Бордо) – 1176 минута у сезони 1992/93. (13 утакмица)
- Голова у једној сезони : Јосип Скоблар (Олимпик Марсељ) – 44 (1970/71.)
  - Сваке сезоне: Види Најбољи стрелци у Лиги 1
- Голова у једном мечу :  7 – Жан Никола (Руан), 1938. против Валенсијена и Андре Абеглен (Сошо) 1935. против Валенсијена
- Највише утакмица у којима је узастопно постигао гол : Вахид Халилхоџић (Нант) у сезони 1984/85. и Златан Ибрахимовић (Пари Сен Жермен) у сезони 2015/16. – по 9 мечева узастопно.
- Највише црвених картона : Сирил Рул – 19 (на крају сезоне 2005/06.)
- Најмлађи играч : Калман Геренчшери (Ланс) – 15 година и 225 дана против Монака 21. августа 1960.
- Најмлађи који је постигао хет-трик : Жереми Менез (Сошо) – 17 година, 8 месеци и 15 дана против Бордоа 22. јануара 2005.
- Најбржи гол : Мишел Рио (Каен) – за 7,9 секунди против Кана 15. фебруара 1992.
- Најбржи хет-трик : Луис Опенда (Ланс) – за 4 минута и 30 секунди против Клермона 12. марта 2023.